# Axelay
Axelay (Japans: アクスレイ) is een computerspel dat werd ontwikkeld en uitgegeven door Konami. Het spel kwam in 1992 uit voor de SNES en in 2007 voor de Virtual Console. Het spel gaat over planeet Corliss dat werd binnengedrongen door een onbekend ras. Alle bekende wapens helpen niet en de hoop is gevestigd op het AX-77 Axelay gevechtsschip. Dit schip is ongetest en wordt bestuurd door de speler. Het speelveld wordt met bovenaanzicht getoond.
Door gebrek aan verkopen bracht Konami geen vervolg uit.

## Ontvangst
| Beoordeeld door                     | Jaar | Platform            | Score |
| ----------------------------------- | ---- | ------------------- | ----- |
| The Virtual Console Archive         | 2007 | Wii Virtual Console | 100%  |
| The Video Game Critic               | 1999 | SNES                | 100%  |
| N-Force                             | 1992 | SNES                | 93%   |
| Digital Press - Classic Video Games | 2004 | SNES                | 90%   |
| Power Play                          | 1992 | SNES                | 86%   |
| Quebec Gamers                       | 2008 | SNES                | 86%   |
| Mega Fun                            | 1994 | SNES                | 82%   |
| Total!! UK Magazine                 | 1992 | SNES                | 81%   |
| Nintendo Life                       | 2007 | Wii Virtual Console | 80%   |
| Total! (Duitsland)                  | 1994 | SNES                | 75%   |

## Trivia
- Als de speler het spel driemaal op rij uitspeelt op het moeilijkste niveau verschijnt de tekst: "AXELAY 2 COMING SOON!".
- Het spel is opgenomen in het boek 1001 Video Games You Must Play Before You Die van Tony Mott.